# Чон Догён
Чон Догён (кор. 정도경) — южнокорейский борец греко-римского стиля, призёр чемпионата Азии.

## Биография
В 2018 году завоевал бронзовую медаль чемпионата Азии.